# Glądy (Pieniężno)
Glądy (deutsch Glanden) ist ein Ort in der polnischen Woiwodschaft Ermland-Masuren und gehört zur Stadt- und Landgemeinde Pieniężno (Mehlsack) im Powiat Braniewski (Kreis Braunsberg).

## Geographische Lage
Glądy liegt im Nordwesten der Woiwodschaft Ermland-Masuren, 34 Kilometer südöstlich der Kreisstadt Braniewo (Braunsberg).

## Geschichte
Glanden bestand aus ein paar großen und kleinen Höfen, als das Dorf 1874 als eine Landgemeinde in den neu errichteten Amtsbezirk Plauten (polnisch Pluty) im ostpreußischen Kreis Braunsberg, Regierungsbezirk Königsberg, eingegliedert wurde. Bis 1945 gehörte es dazu.
96 Einwohner waren 1910 in Glanden gemeldet. Ihre Zahl belief sich 1933 auf 84 und 1939 auf 89.
Aufgrund der Abtretung des gesamten südlichen Ostpreußen an Polen 1945 in Kriegsfolge erhielt Glanden die polnische Namensform „Glądy“. Heute ist der Ort als eine Osada (= „Siedlung“) in die Gmina Pieniężno (Stadt- und Landgemeinde Mehlsack) im Powiat Braniewski (Kreis Braunsberg) eingegliedert, von 1975 bis 1998 der Woiwodschaft Elbląg, seither der Woiwodschaft Ermland-Masuren zugehörig.

## Religion
Bis 1945 war Glanden Kirchspielort der evangelischen Pfarrkirche Mehlsack in der Kirchenprovinz Ostpreußen der Kirche der Altpreußischen Union. Heute gehört Glądy zur römisch-katholischen Pfarrei Pluty (Plauten) im Dekanat Górowo Iławeckie (Landsberg) des Erzbistums Ermland.

## Verkehr
Glądy ist über eine Nebenstraße zu erreichen, die bei Łoźnik (Lotterfeld) von der Woiwodschaftsstraße 512 abzweigt und bis nach Wopy (Woppen) führt. Außerdem endet eine von Kowale (Schönsee) kommende Straße in Glądy.